# Vyšší Brod
Vyšší Brod ([ˈvɪʃiː ˈbrot] Ausspracheⓘ; deutsch Hohenfurth; lateinisch Altum Vadum) ist eine Stadt im Okres Český Krumlov in Südböhmen, Tschechien. Bekannt ist der Ort vor allem durch das Kloster Vyšší Brod.

## Geographie

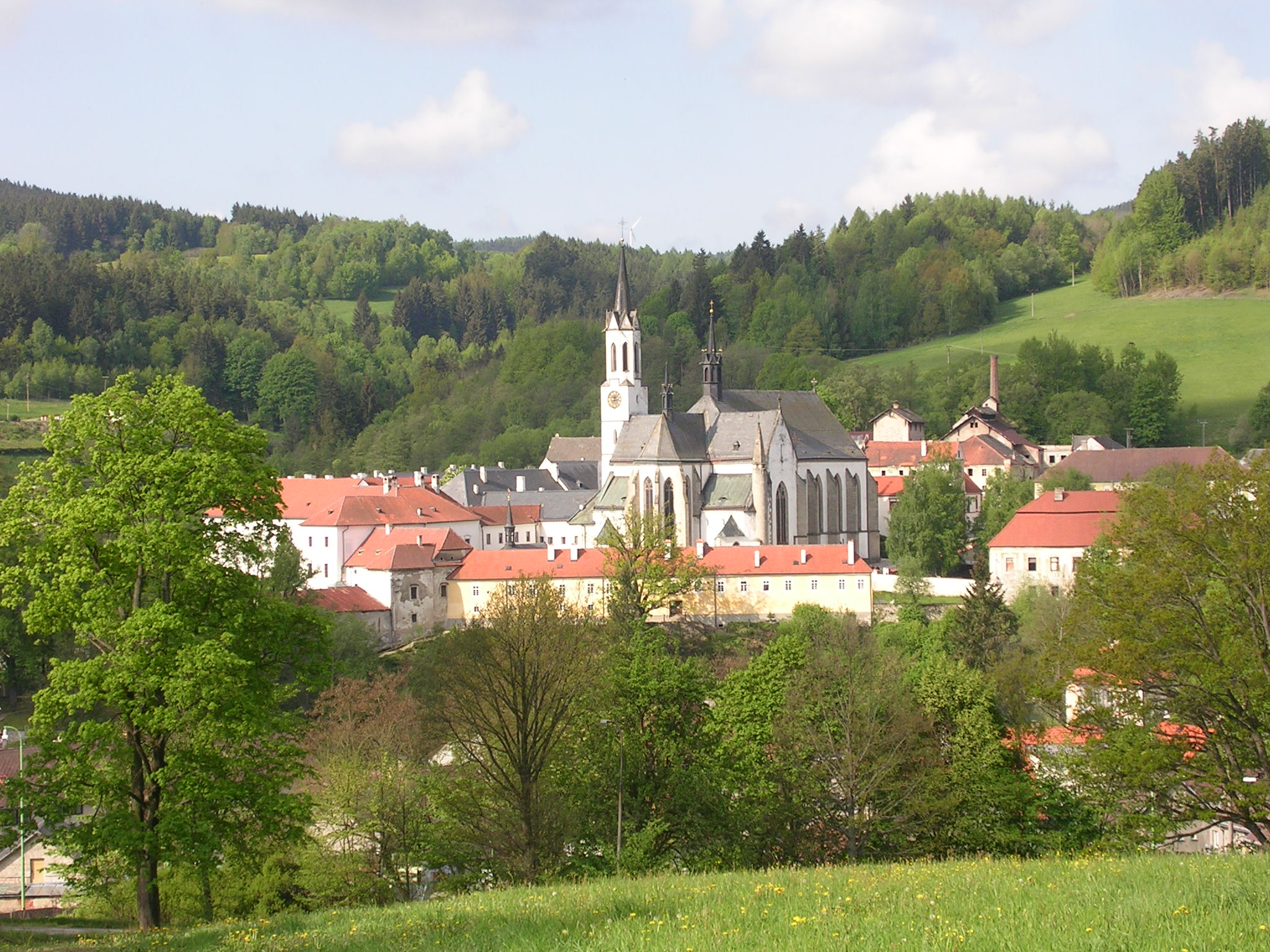
Kloster Hohenfurth

Vyšší Brod liegt in der Region Südböhmen an der Einmündung der Menší Vltavice in die Moldau. Sechs Kilometer südlich der Stadt befindet sich in der Nähe des Grenzüberganges Studánky/Weigetschlag, der die Stadt mit dem österreichischen Bad Leonfelden verbindet, an der Schwedenschanze im Tal des Mlýnecký potok bei 48° 33′ 7″ N, 14° 19′ 59″ O der südlichste Punkt Tschechiens, der auch den südlichsten Punkt des geschlossenen tschechischen Sprachgebietes darstellt.
Nachbarorte sind Malšín und Ostrov im Norden, Přizeř und Rožmberk im Nordosten, Těchoraz im Osten, Horní Dvořiště und Herbertov im Südosten, Studánky im Süden, Loučovice im Westen sowie Lipno nad Vltavou und Dolní Jílovice im Nordwesten. Nordwestlich liegt auch der Stausee Lipno.

### Gemeindegliederung
Die Stadt Vyšší Brod besteht aus den Ortsteilen Dolní Drkolná (Unterschlagl), Dolní Jílovice (Deutsch Gillowitz), Herbertov (Gerbetschlag), Hrudkov (Ruckendorf), Lachovice (Lachenwitz), Studánky (Kaltenbrunn), Těchoraz (Zichraß) und Vyšší Brod (Hohenfurth). Grundsiedlungseinheiten sind Dolní Drkolná, Dolní Jílovice, Hrudkov, Hrudkov-u léčebny, Kyselov (Sarau), Lachovice, Studánky, Svatomírov (Zwarmetschlag), Těchoraz, U Zastávky und Vyšší Brod.
Zu Vyšší Brod gehören außerdem die Ansiedlungen Horní Mlýn (Obermühle), Kleštín (Reith), Kozinec (Gaishof), Lomský Dvůr (Fischerhof), Lopatné (Lopatne) und Steindlův hamr (Steindlhammer). Auf den Gemeindefluren liegen die Wüstungen Bolechy (Wullachen), Boršíkov (Woisetschlag), Bystrá (Schild), Čížkrajice pod Chobolkou (Schlagl am Roßberg), Horní Drkolná (Oberschlagl), Dolní Přísahov (Unterschönhub), Hodslav (Hatzles), Horní Přísahov (Oberschönhub), Hradový (Kastlern), Kamenná (Stein), Konrátov (Kainretschlag), Mlýnec (Lahrenbecher), Petřejov (Bretterschlag), Pošlák (Poschlag), Radvanov (Raifmaß), Valdov (Waldau) und Valkounov (Walketschlag).
Das Gemeindegebiet gliedert sich in die Katastralbezirke Bolechy, Dolní Drkolná, Herbertov, Hrudkov, Studánky u Vyššího Brodu, Svatomírov und Vyšší Brod.

### Nachbargemeinden
| Frymburk nad Vltavou, Lipno nad Vltavou | Malšín                                      | Rožmberk nad Vltavou               |
| Loučovice                               | Kompassrose, die auf Nachbargemeinden zeigt | Dolní Dvořiště, Horní Dvořiště     |
| Bad Leonfelden                          | Schenkenfelden                              | Rainbach im Mühlkreis, Reichenthal |

## Geschichte
Die Moldaufurten wurden bereits von den Kelten auf ihrem Weg vom Oppidum Třísov in den Linzer Raum mit den Höhensiedlungen am Gründberg und Freinberg genutzt.
In der Nähe einer solchen Furt über die Moldau entstand vor 1250 eine Siedlung, die der Bewachung des von Böhmen nach Oberösterreich führenden Handelswegs diente. Sie war im Besitz der Witigonen und gelangte nach dem Tod des Witiko von Prčice an den witigonischen Familienzweig der Rosenberger. Erstmals urkundlich erwähnt wurde Hohenfurth 1259, als Wok von Rosenberg das Zisterzienserkloster Hohenfurth begründete. Erst für das Jahr 1394 ist die tschechische Namensform „Vyšebrod“ belegt, aus der sich später die Schreibweise Vyšší Brod entwickelte. Der Name „hohe Furt“ erklärt sich aus der höheren Lage im Vergleich zu den Moldau-abwärts gelegenen Furten bei Zátoň und Krummau.
In den Hussitenkriegen wurden 1422 das Städtchen sowie das Kloster und die zwischen 1260 und 1270 erbaute Dekanatskirche des hl. Bartholomäus zerstört. 1528 wurde Hohenfurth von Johann III. von Rosenberg zu einem Städtchen erhoben. Das Patronat über das Kloster und über die klösterlichen Besitzungen übten bis 1611 die Herren von Rosenberg aus, danach für jeweils kurze Zeit Johann Zrínsky von Seryn, der ein Neffe des letzten Rosenbergers Peter Wok von Rosenberg war, sowie die Kaiser Matthias und Ferdinand II. Ab 1622 lag das Patronat bei den neuen Besitzern der Herrschaft Krumau, den Herren von Eggenberg und ab 1719 bei den Fürsten Schwarzenberg. Die weltliche Herrschaft wurde ab 1822 bis zur Aufhebung der Patrimonialherrschaft 1848 vom Kloster ausgeübt. 1850 wurde Hohenfurth der Bezirkshauptmannschaft in Kaplitz unterstellt und erhielt 1870 die Stadtrechte. 1930 bestand Hohenfurth aus 2.027 Einwohnern (davon 1.731 Deutsche).
Nach dem Ersten Weltkrieg kam Hohenfurth zur Tschechoslowakei. Bei der amtlichen Volkszählung 1921 hatte Hohenfurth 1632 Einwohner, davon 1481 (91 %) deutschsprachig. Hohenfurth gehörte nach dem Münchner Abkommen von 1938 bis 1945 zum deutschen Reichsgau Oberdonau.
Während des Zweiten Weltkrieges wurden zahlreiche Gegenstände durch die SS-Linz geraubt, die später im oberösterreichischen Landesmuseum ausgestellt wurden. Im Jahr 2009 wurden diese an das Kloster restituiert.
Nach dem Ende des Zweiten Weltkrieges, kamen die im Münchener Abkommen abgetretenen Territorien wieder an die Tschechoslowakei zurück und die deutschsprachige Bevölkerung wurde vertrieben.
Während der Zeit der kommunistischen Herrschaft gehörte es zum Grenzgebiet des sogenannten Eisernen Vorhangs, wodurch zahlreiche der umliegenden Dörfer entsiedelt wurden. Durch den Rückgang der Bevölkerung verlor Vyšší Brod in den 1950er Jahren die Stadtrechte. Nach dem politischen Umbruch von 1989 wurde es zum 1. Juli 1994 wieder zur Stadt erhoben. 1991 betrug die Einwohnerzahl 1973 und stieg bis zum Jahr 2005 auf 2648 Einwohner. Durch seine reizvolle Lage, die Sehenswürdigkeiten und zahlreiche Freizeitangebote entwickelte sich der Tourismus zu einem wirtschaftlichen Faktor.

## Kultur und Sehenswürdigkeiten

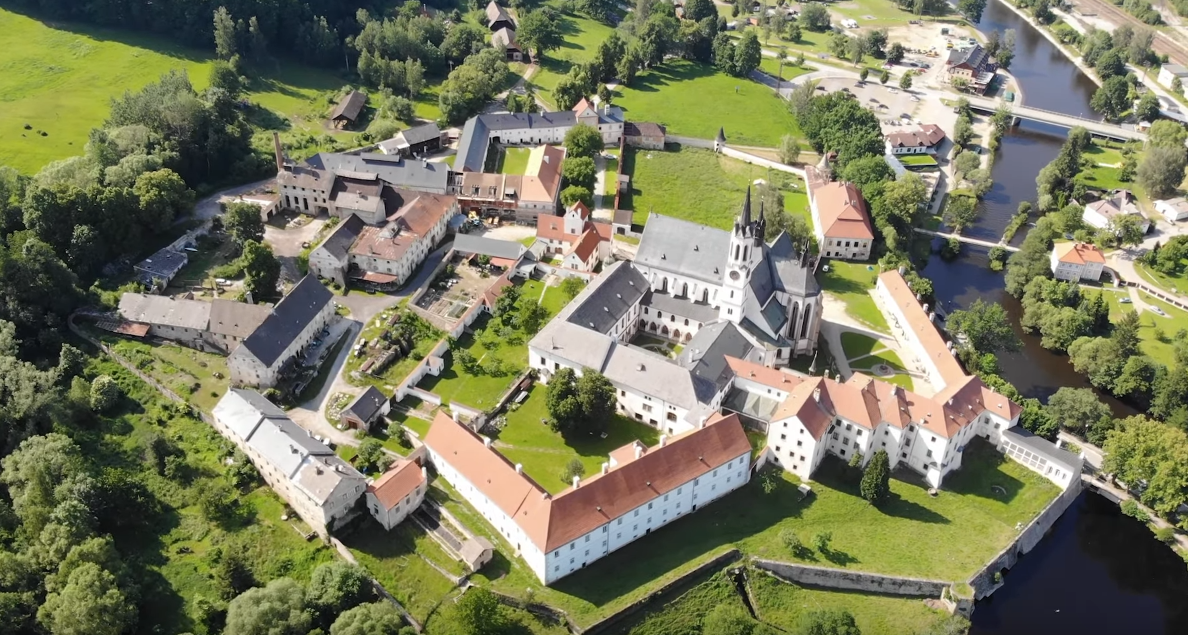
Kloster Vyšší Brod

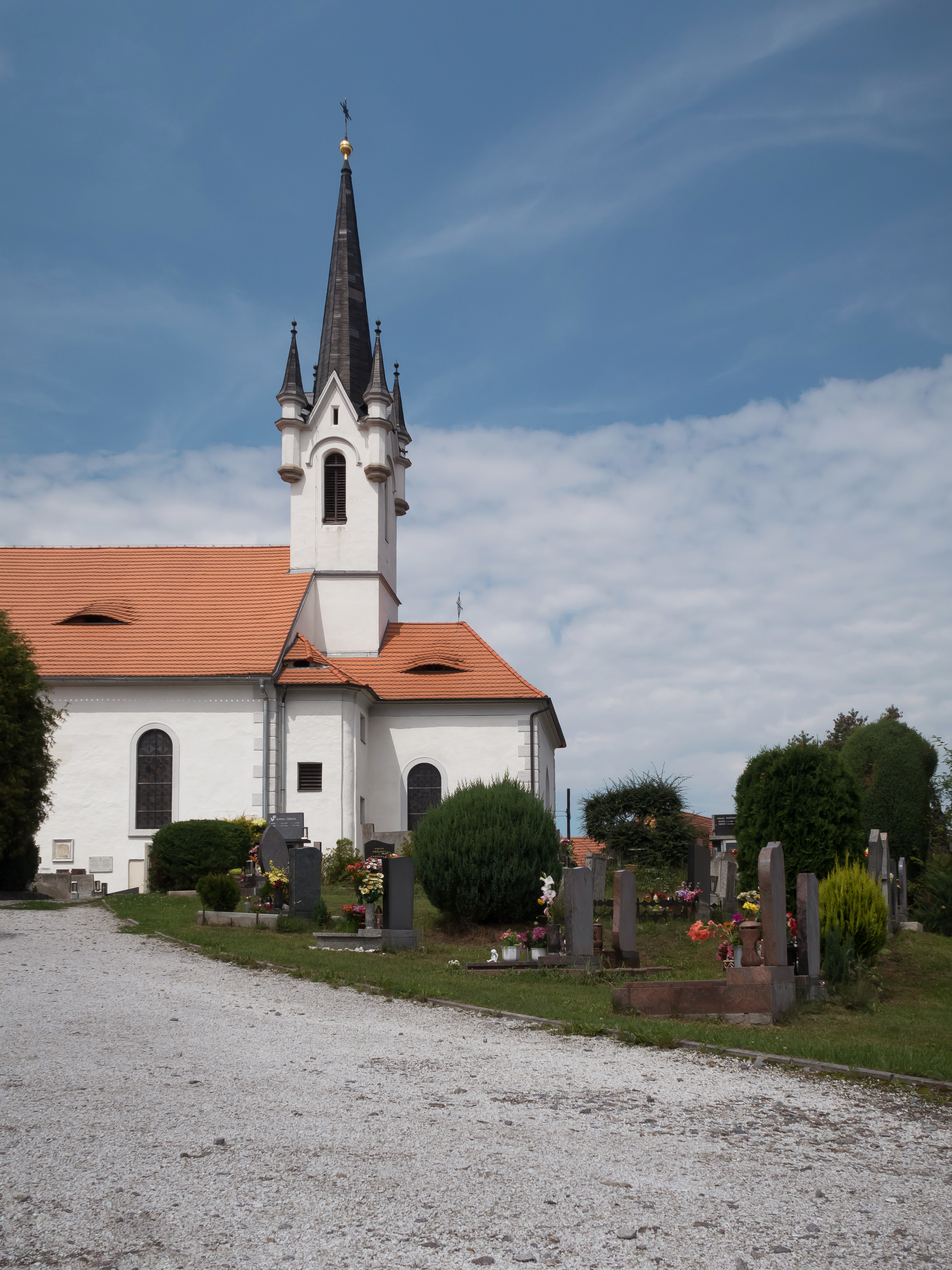
Dekanatskirche Sankt Bartholomäus

### Theater und Museen
- Postmuseum

### Bauwerke
- Zisterzienserabtei Vyšší Brod
- Wallfahrtskapelle Maria Rast am Stein
- Die Dekanatskirche St. Bartholomäus wurde 1260–1270 an der oberen Seite des Marktes erbaut und 1422 in den Hussitenkriegen zerstört. Im 16. und 17. Jahrhundert wurde sie erneuert.
- Klosterkirche Mariä-Himmelfahrt

### Grünflächen und Naherholung
- Der Wanderweg Vyšebrodska führt durch die mystische Natur des östlichen Böhmerwalds.
- Auf dem Abtweg I kommt man an den St. Wolfgang Wasserfällen vorbei.[10]

### Sport
- Kanu und Rafts am Moldaufluss
- Reitsport

## Persönlichkeiten
- Leopold Wackarž (1810–1901), Generalabt des Zisterzienserordens
- Franz Isidor Proschko (1816–1891), Schriftsteller
- Matthäus Quatember (1894–1953), Generalabt des Zisterzienserordens
- Tecelin Jaksch (1885–1954), 43. und letzter Abt von Hohenfurth; Apostolischer Administrator von Stift Rein
- Oskar Emil Batěk (1888–1969), Dirigent und Komponist
- Matěj Sonnberger (1778–1824), Bildhauer
- P. Methudius Novack (1749–1831), Kapitular und Senior des Stiftes, Komponist[11]